# 请别相信她
《请别相信她》（英語：Too Beautiful To Lie）是2023年5月20日在中国大陆上映的爱情片，导演和编剧是杨沅翰，主演章若楠、吴昱翰。本片翻拍自2004年韩国电影《请别相信她》

## 演员
- 章若楠 出演 白娜
- 吴昱翰 出演 方耀东
- 王成思 出演 阿水
- 李立群 出演 镇长
- 吴彦姝 出演 奶奶
- 卜冠今 出演 方耀溪
- 杜晓宇 出演 姑父
- 王尧 出演 姑姑
- 马丽 出演 白佳
- 于洋 出演 姐夫
- 常远 出演 主持人
- 魏翔 出演 小偷
- 腾格尔 出演 腾格尔
- 李慧 出演 老板娘
- 陈卫 出演 胖姨
- 屈爽 出演 瘦姨
- 罗康 出演 蔡德东
- 宋楠惜 出演 金姐
- 王初伊 出演 角角
- 马思惠 出演 雨涵

| 曲序 | 曲目                         |      | 作曲 | 歌手   |
| ---- | ---------------------------- | ---- | ---- | ------ |
| 1.   | 《对面的女孩看过来》（插曲） | 阿牛 | 阿牛 | 腾格尔 |
| 2.   | 《很小的情歌》（插曲）       | 樊冲 | 樊冲 | 吴昱翰 |

## 制作
2021年3月，《请别相信她》在浙江省舟山市普陀区开机拍摄，同年4月杀青。